# Dioxys
Dioxys ist eine Gattung aus der Familie der Megachilidae. Sie sind Kuckucksbienen, d. h. sie leben brutparasitisch bei Arten der Gattungen Megachile und Osmia. Dioxys-Bienen kommen in Nordafrika und Europa bis Zentralasien vor, sie fehlen jedoch in China und Japan. Sie kommen auch im westlichen Nordamerika vor. Es gibt ca. 10 palaearktische und 5 nearktische Arten. In Mitteleuropa kommt nur eine Art vor.

## Merkmale
Die Arten von Dioxys sind ca. 6 bis 12 mm lang und erinnern in ihrem Aussehen an Kegelbienen (Coelioxys). Bei manchen Arten trägt das Scutellum zwei Zähne (daher der deutsche Name „Zweizahnbiene“). Das Hinterleibsende ist meistens stumpf und abgeplattet. Die Weibchen haben keinen Sammelapparat.

## Verhalten
Über das Verhalten der Zweizahnbienen ist nur wenig bekannt. Sie fliegen im Mai bis August  an Blüten (zum Nektarsaugen) nahe von Felswänden und Schutthalden, wo ihre Wirte nisten. Die Wirte sind Solitärbienen der Gattungen Megachile und Hoplitis, in Amerika auch der Gattung Osmia.

## Systematik
Die Gattung Dioxys gehört innerhalb der Unterfamilie Megachilinae zur Tribus Dioxyini. Diese Tribus enthält acht Gattungen, darunter Aglaoapis (3 Arten), Dioxys (15 Arten) und Paradioxys (2 Arten).

## Einheimische Arten
Im deutschsprachigen Raum kommt nur eine Art vor.
- Rote Zweizahnbiene, Dioxys cincta (in den Schweizer und Österreichischen Alpen)[5]

Eine weitere Art, die Dunkle Zweizahnbiene (Aglaoapis tridentata = syn. Dioxys tridentata) gehört in die Gattung Aglaoapis.
Eine weitere Art ist die Pannonische Zweizahnbiene (Paradioxys pannonica = syn. Dioxys pannonica), in Ostösterreich, sehr selten.